# Підгорка
Підго́рка (рос. Подгорка) — присілок у складі Кічменгсько-Городецького району Вологодської області, Росія. Входить до складу Кічмензького сільського поселення.

## Населення
Населення — 27 осіб (2010; 28 у 2002).
Національний склад (станом на 2002 рік):
- росіяни — 96 %